# Jane Moran
Jane Moran (Murwillumbah, 6 de junho de 1985) é uma jogadora de polo aquático australiana, medalhista olímpica.

## Carreira
Moran fez parte da equipe da Austrália que conquistou a medalha de bronze nos Jogos Olímpicos de 2012, em Londres.